# 海上交易所

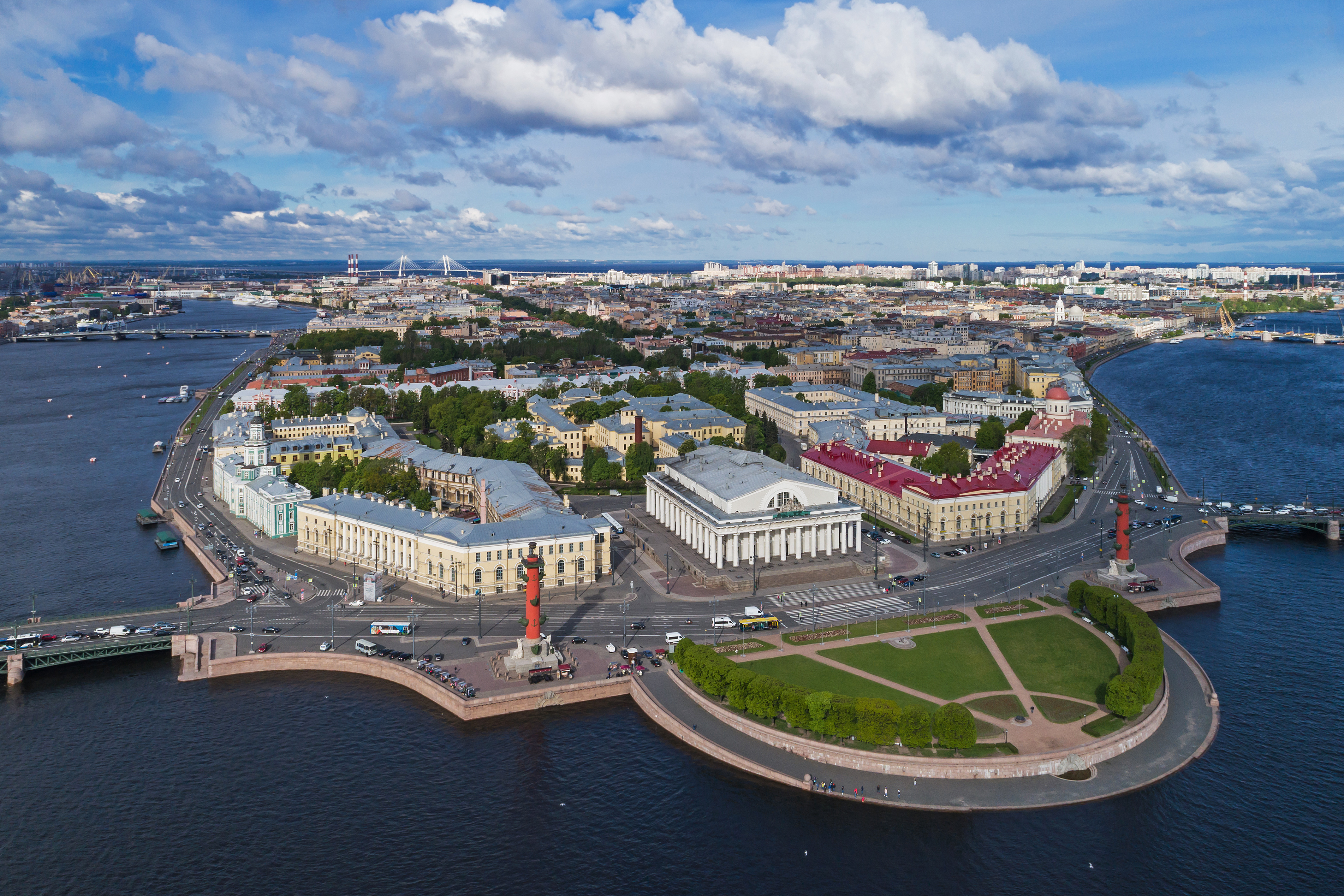
从涅瓦河远望。

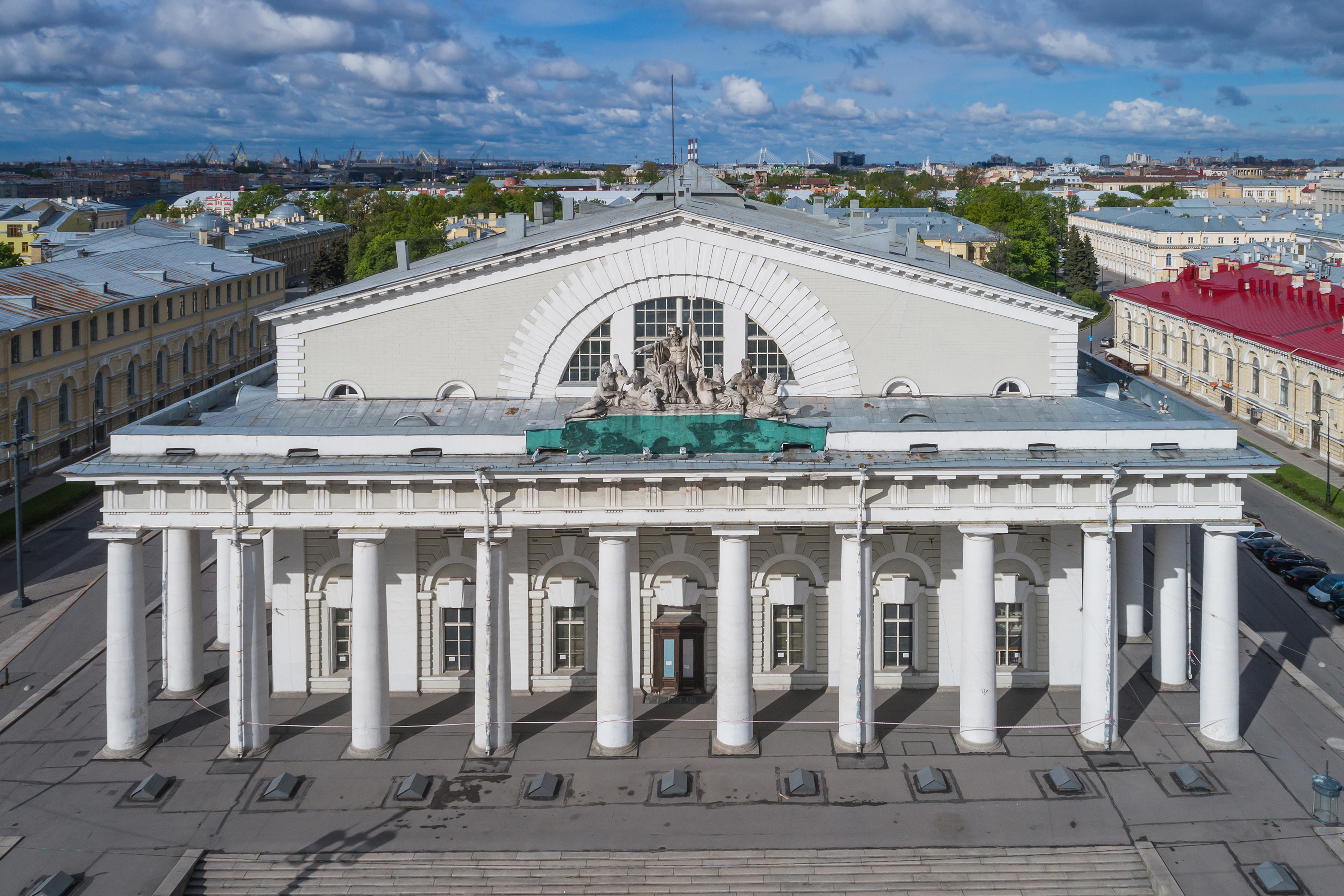
装饰灯柱。

圣彼得堡海上交易所（Old Stock Exchange, 1805-1816），同海军部大厦隔涅瓦河对望，是俄罗斯十九世纪上期一座重要的建筑物。为新古典主义风格。

## 描述
设计者托马·德·托蒙（Т.Томон,1760-1813），是受聘到俄国工作的法国建筑师。海上交易所是一座长方形的建筑，位于瓦西里岛，三面为重要航道。托蒙将其设计为围廊式的建筑物，周围多用严整的多利亚柱廊装饰。柱身不做凹槽，外表非常壮观。交易所周围有广场，广场上设立两座高大的船首柱，衬托出海上交易所的宽展宏伟。